# Brian Castro
Brian Albert Castro (* 16. ledna 1950, Hongkong , Čínská lidová republika) je australský spisovatel čínsko-anglicko-portugalského původu. Dosud publikoval 10 novel a taktéž mnoho literárních esejí. Jeho novely jsou náročné a intelektuálně stimulující ale také velmi hravé. Brian Castro je uznávaný pro svůj osobitý styl a použití jazyka, jeho práce se těší uznání kritiků a získal mnoho předních australských literárních ocenění. Jeho knihy se překládají do čínštiny, francouzštiny a němčiny.

## Život
Brian Castro se narodil 16. ledna 1950 v Hongkongu. Jeho matka byla Číňanka, otec Portugalec a mezi jeho předky najdeme i Brity. Do Austrálie přišel v roce 1961, aby zde vystudoval střední školu. V roce 1970 vydal první povídky, jeho dvorním vydavatelstvím je Giramondo Publishing. V současné době žije v Adelaide Hills se svojí ženou, nevlastními dcerami a jejich psem. Věnuje se především své literární tvorbě a taktéž vyučuje kreativní psaní na Univerzitě v Adelaide.
Brian Castro je považovaný za jednoho z nejvíce inovativních a náročných současných anglicky píšících spisovatelů. V Austrálii je jeho dílo často spojováno s Patrickem White, jehož knihy jsou též velmi intelektuální, ironické a modernistické. V širším kontextu je jeho jméno spojováno s jinými modernistickými autory, jako jsou Marcel Proust, Franz Kafka, Virginia Woolfová, James Joyce, 	Vladimir Nabokov.
Autor často experimentuje se strukturou a jazykem textu, čímž rozšiřuje možnosti čtenářovy představivosti. Většina jeho novel čerpá z jeho pozice čínského přistěhovalce v Austrálii a zkoumá tuto pozici v různých etapách historie. Jeho dílo je uznáváno především ve Francii, Německu a Číně, zatímco v Austrálii ho někteří akademici a přední vydavatelství kritizují za přílišnou intelektuálnost a příliš časté odkazy na jiné modernisty. Někteří kritikové tak jeho dílo označují za „literaturu pro spisovatele“, mnozí další ho však ze stejného důvodu velmi oceňují. Sám Castro říká, že má radši příběhy, kterým není lehké porozumět, a které vyžadují hledání referencí a objevování. Věří, že unikátnost jeho příběhů spočívá v jeho multikulturním životě, díky kterému může překračovat hranice států, kultur i stereotypů. 
Castro je držitelem mnoha literárních ocenění především za jeho novely. Za svou první knihu Birds of Passage získal v roce 1983 ocenění Australian Award a Vogel Award. V roce 1999 byla vydána sbírka jeho esejí pod názvem Looking for Estrellita.Jeho další novela Shanghai Dancing vydaná nakladatelstvím Giramondo Press v roce 2003 taktéž získala několik ocenění – the Victorian Premier’s Award for Fiction 2004, Christina Stead Fiction Prize, NSW Premier’s Awards a byla oceněna NSW Premier’s Awards jako Kniha roku 2004. Novela z roku 2005 The Garden Book se dostala do užšího výběru na literární cenu Miles Franklin a získala ocenění Theka Queensland Premier’s Prize v kategorii fikce. Castrova zatím poslední kniha Street to Street byla vydána v roce 2012.

## Dílo

### Novely
- Birds of Passage (1983) – Castrova první a nejspíš i nejznámější kniha, ve které se prolínají příběhy dvou mužů – Číňana Lo Yun Shana, který přichází do Austrálie v době zlaté horečky v polovině 19. století; a v současnosti žijícího Australana s čínskými kořeny Seamuse O’Younga. Semause objeví Shanův deník a při jeho čtení je vtažen do Shanova života. Castro se tu zabývá především otázkou identity a porozumění kultur.
- Pomeroy (1990) – postmodernistická novela parodující detektivní příběhy. Příběh je údajně založen na životě australského novináře Jaime Pomeroye, který se zapletl do hongkongské korupce.
- Double-Wolf (1991) – novela je založená na příběhu Vlčího muže Sergeie Wespeho, Freudova pacienta; snaha odhalit pravdu je prolínána obscénními i vtipnými pasážemi, a polemikou nad mýty, které sami vytváříme, abychom snáze pochopili náš svět
- After China (1992) – australská smrtelně nemocná spisovatelka potkává architekta vyhoštěného z Číny. Společně se vyrovnávají s její nemocí a jeho těžkou minulostí za pomoci tradičních čínských příběhů.
- Drift (1994) – pokus o dokončení experimentální novely britského spisovatele Bryana Stanleyho Johnsona, který nestihl dopsat svoji trilogii. Hlavním tématem je soužití původních a současných obyvatel Tasmánie a polemika nad tím, do jaké míry je současnost ovlivněna minulostí.
- Stepper (1997) – špionážní thriller založený na skutečných událostech – vykořisťování předválečných ruských špionů operujících v Japonsku. Špion žijící ve světě bez stálé identity postupně ztrácí sám sebe.
- Shanghai Dancing (2003) – fiktivní biografie je částečně založena na životě autorovy rodiny v Číně v první polovině 20. století.
- The Garden Book (2005) – příběh zkoumá posedlost, předsudky, sexuální zrady v Austrálii v 30. letech 20. století, a vrhá nové světlo na tradiční představu o čínských přistěhovalcích.
- The Bath Fugues (2009) – tři vzájemně provázané příběhy tří lidí: stárnoucího falzifikátora, drogově závislého portugalského básníka a doktora, který postavil galerii v Queenslandu.
- Street To Street (2012) – příběh na motivy života Christophera Brennana, básníka žijícího v Sydney na počátku 20. století.

### Drama
- After China (Stage adaptation, Peter Copeman, Belvoir Street Theatre, 1998)
- Secrets (Monologue for the Sydney Festival, 1994)
- Nightsafe Area (Radio play, ABC radio, 1997)